# Качулатешти (Долж)
Качулатешти (рум. Căciulătești) насеље је у Румунији у округу Долж у општини Добрешти. Oпштина се налази на надморској висини од 89 m.

## Становништво
Према подацима из 2002. године у насељу је живело 617 становника, од којих су сви румунске националности.